# Oleg Retuow
Oleg Aleksandrowicz Reutow (ur. 5 września 1920,  zm. 15 sierpnia 1998) – radziecki chemik organiczny, doktor nauk chemicznych, profesor Uniwersytetu Moskiewskiego im. M. Łomonosowa, członek Akademii Nauk ZSRR (obecnie Rosyjska Akademia Nauk), członek Konferencji Pugwash.
Uczestnik II wojny światowej. Od 1942 roku członek WKP(b). 
Po demobilizacji wrócił na rozpoczęte przed wojną studia na wydziale chemicznym Moskiewskiego Uniwersytetu Państwowego i został tam asystentem na wydziale chemii organicznej.
W 1948 r. obronił pracę magisterską (której promotorem był Aleksander Nikołajewicz Niesmiejanow), a w 1953 rozprawę doktorską.
26 czerwca 1964 r. został wybrany pełnoprawnym członkiem Akademii Nauk ZSRR.
Prowadził aktywną działalność społeczną: był wiceprzewodniczącym Radzieckiego Komitetu Obrony Pokoju, członkiem Konferencji Pugwash, ekspertem w dziedzinie wojny chemicznej i biologicznej w ONZ.
Zmarł 15 sierpnia 1998 r., Został pochowany na Cmentarzu Nowodziewiczym.